# Universitat Politècnica de València
La Universitat Politècnica de València és una universitat situada a la ciutat de València (Campus de Vera), Alcoi i Gandia, especialitzada en coneixements tècnics, artístics i tecnològics. En l'actualitat, la seua comunitat està formada per prop de 28.000 estudiants, 2.500 personal docent i investigador i 1.500 professionals d'administració i servicis, repartits entre els seus tres campus.

## Història
S'originà amb els centres d'Enginyeria d'Alcoi i de València, a final del segle xix. El curs 1968-1969 es crea l'Institut Politècnic Superior de València, integrat per l'Escola Tècnica Superior d'Enginyers Agrònoms, constituïda el 1959, l'Escola Tècnica Superior d'Arquitectura creada el 1966 (i que depenia inicialment de la de Barcelona) i les Escoles Tècniques Superiors d'Enginyers de Camins, Canals i Ports, i els Enginyers Industrials, creades el 1968.
Aquest Institut Politècnic Superior de València rebé popularment el nom de «El Poli», i és així com encara estudiants i professors (i la gent de la ciutat en general) coneixen esta universitat.
Amb el decret de l'11 de març de 1971 es constitueix oficialment amb el rang d'universitat. El 1978 s'hi integrà la Facultat de Belles Arts. Des d'aleshores, la universitat ha crescut molt ràpid, tan en edificis i instal·lacions com en nombre de titulacions, departaments i centres. La universitat ha estat marcada pel mandat com a rector de Justo Nieto Nieto del 1985 al 2004, quan va ser nomenat conseller de la Generalitat Valenciana en el segon govern de Francesc Camps.

## Campus
La UPV té tres campus i dos centres adscrits.

### Campus de Vera
És el campus principal de la UPV i està situat al nord de la ciutat de València al camí de Vera, entre la sortida de l'autovia V-21 cap a Terol i Castelló. Ocupa una parcel·la de 558.306 m² en què es distribueixen diversos edificis que alberguen 462.848 m² de superfície construïda en diverses altures. Es va construir per fases. Va començar el 1970 amb la primera, que avui ocupa l'Escola Tècnica Superior d'Enginyeria de l'Edificació. El 1975 es va seguir la segona fase, integrada per la zona de l'Àgora, Rectorat i les escoles d'Agrònoms, Camins, Canals i Ports, Industrials i Arquitectura i a partir dels anys noranta va començar a expandir-se cap a l'est fins a arribar a l'actual edifici de la Ciutat Politècnica de la Innovació (CPI).

### Campus d'Alcoi

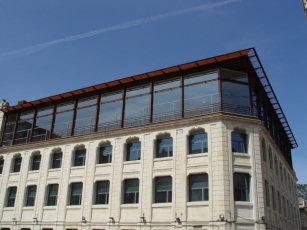
Edifici Carbonell

L'Escola Politècnica Superior d'Alcoi està situada en el nucli urbà de la ciutat d'Alcoi a l'edifici del Viaducte i les antigues fàbriques de Ferrándiz i Carbonell, tres edificis emblemàtics de la ciutat que daten de la revolució industrial. Han estat restaurats íntegrament, amb un total de 36.233 m² construïts.

### Campus de Gandia
L'EPSG està situada al Grau de Gandia, a escassos 600 metres de la platja, a 500 m del port i a 3 km de la ciutat. Ocupa una parcel·la de 25.461 m² sobre la qual se situen diversos edificis amb un total de 32.047 m² construïts.

### Medi ambient
La UPV disposa d'una Àrea de Medi Ambient, Planificació Urbanística i Ordenació dels Campus que s'encarrega de realitzar les tasques de gestió i control de l'impacte que la Universitat té sobre el medi ambient, amb un doble objectiu: controlar i minimitzar l'impacte de la seva tasca docent i investigadora, i sensibilitzar ambientalment els professionals que està formant. En la memòria 2009-2010 s'inclouen algunes dades relatives al compromís amb el medi ambient: reduir en un any, del 2008 al 2009, un 7,18% el consum elèctric per metre quadrat construït i un 29,6% l'aigua consumida per alumne matriculat.
La UPV disposa dels següents centres docents:	
- Escola Tècnica Superior d'Enginyeria del Disseny
- Escola Tècnica Superior d'Engineyria Informàtica (provenent de la integració en 2009 de l'Escola Tècnica Superior d'Informàtica Aplicada i la Facultat d'Informàtica.
- Escola Politècnica Superior d'Alcoi (EPSA)
- Escola Politècnica Superior de Gandia (EPSG)
- Escola Tècnica Superior d'Arquitectura
- Escola Tècnica Superior de Gestió en l'Edificació
- Escola Tècnica Superior del Medi Rural i Enologia
- Escola Tècnica Superior d'Enginyeria Agrònoma
- Escola Tècnica Superior d'Enginyeria de Camins, Canals i Ports
- Escola Tècnica Superior d'Enginyeria de Telecomunicacions
- Escola Tècnica Superior d'Enginyeria Geodèsica, Cartogràfica i Topogràfica
- Escola Tècnica Superior d'Enginyers Industrials
- Facultat d'Administració i Direcció d'Empreses
- Facultat de Belles Arts

## Altres
La Universitat Politècnica de València és membre de la Xarxa Vives d'Universitats. Anualment organitza el festival d'art urbà Poliniza. El 2015 es va celebrar la desena edició i es va realitzar una exposició commemorativa, amb el títol de 10x10 poliniza, amb 900 fotografies realitzades per Kike Sempere que documentaven la trajectòria del festival. Pel festival han passat artistes com Escif, Dinorah, La Robot de Fusta, Charkipunk, Hyuro o Said Dokins, entre d'altres.

## Rànquings
Al rànquing mundial de millors universitats en general QS World University Ranking del 2017 es va situar a la posició 373, mentre que el 2016 estava en la posició 431-440.
Al rànquing mundial de millors universitats per matèries QS World University Ranking va ser el 2017 una de les 150 millors en Enginyeria Química i Enginyeria Civil, Arquitectura i Art i Disseny.